# 福原誠のラジオちゃんぷるー
福原誠のラジオちゃんぷるー（ふくはらまことのラジオちゃんぷるー）は、FMわっち(自主制作局)で、放送されているラジオ番組である。

## 概要
沖縄県出身のシンガー・ソングライター「福原誠」が、音楽の話、日常のアレコレ、思いつきのコーナーを、美味しくちゃんぷるーするようにお届けするラジオ番組。

## コーナー
「貧乏自慢話」
貧乏で得したこと、嬉しかったことを話すコーナー。
「夢、叶った～話」
「夢」が叶ったまでの話と叶ってからの、話をするコーナー。
「これ、知ってる？」
リスナーに知らない知恵・知識などを、話すコーナー。
なお、リスナーのメッセージが来ないので、福原自身の体験談を話している。
「ちゃんぷるー～おみくじ～」
前半と後半の運勢は、別々に占う。福原自身が書いた1月 - 12月の紙を袋に入れて、もっとも運が良い順から紙を引いて、最後に残った月が運が悪いという「おみくじ」になっている。
注意点として、クレームは、一切受け付けていない。
コーナー後に、福原誠がセレクトした曲をかけて、次のコーナつなげている。
放送最後は、福原自身の告知を紹介する。
コーナーへの参加や、メッセージは、手紙・番組専用メールアドレスで可能。